# TriMet
A TriMet (teljes nevén Tri-County Metropolitan Transportation District of Oregon) az Oregon állambeli Portland agglomerációjának tömegközlekedését látja el. A vállalatot 1969-ben hozta létre az állami törvényhozás öt korábbi buszos cég összeolvasztásával; ezek Multnomah, Washington és Clackamas megyékben működtek.
1986-ban indult a Metropolitan Area Express tram-train, amely mára 5 vonalon, 96,1 kilométer hosszan szállít utasokat. 2009-ben indult a Westside Express Service helyiérdekű vasútvonal, valamint a Portland Streetcar karbantartását, illetve részleges üzemeltetését is a TriMet végzi.
A vasút mellett a cégnek 81 buszvonala is van, összesen pedig 713, ezeken a vonalakon bevethető járművel rendelkezik; emellett a LIFT mozgáskorlátozottakat szállító szolgáltatást speciális kisbuszokkal működtetik. A 2013-as üzleti évben a napi átlagos utasszám 316 700 fő volt, a buszok pedig 5:00 és 2:00 között közlekedtek. A 2014-es üzleti évben a vállalat 489 millió dolláros költségvetésből gazdálkodhat, amelynek több mint fele a környező cégek által fizetett munkáltatói adóból folyik be. A TriMetet egy hét főből álló bizottság felügyeli, amelynek tagjait Oregon állam kormányzója jelöli ki. A cégnek 2014-ben körülbelül 2500 alkalmazottja volt.

## Történet
A TriMet Oregon állam fennhatósága alá tartozik; a céget felruházták rendőri- és adóügyi jogkörökkel, valamint részvényeket is bocsáthat ki. A vállalatot egy hét főből álló bizottság felügyeli, aminek tagjait Oregon kormányzója jelöli ki. Szolgáltatási területe 1380 km², ebbe Multnomah, Washington és Clackamas megyék tartoznak. A terület kelet–nyugati irányban Troutdale-től Forest Grove-ig, észak–déli irányban pedig a Sauvie-szigettől Oregon Cityig és Estecadaig.
2002-ig a vállalatot Tri-Metnek hívták, de az arculatváltáskor a kötőjelet törölték a névből, illetve új színösszeállítást kaptak a járművek, valamint a weboldal és a telefonos ügyfélszolgálat menürendszere is megújult.
A TriMetet 1969-ben, a Rose City Transit Companyvel, a belvárosi buszok akkori üzemeltetőjével folyó vita következtében hozta létre a portlandi önkormányzat. Az ugyanezen évi állami rendelet keretében a magáncég összes járműve december 1-jével a TriMethez került. A külvárosok közlekedését négy, a Blue Bus lines csoportot alkotó vállalat (Portland Stages, Tualatin Valley Buses, Intercity Buses és Estacada-Molalla Stages) látta el, ezek 88 busza 1970. szeptember 6-án került át a közszolgáltatóhoz, de ezek rossz állapota miatt rövidesen újakat kellett beszerezni.
2017 júliusában a szervezetnek 81 vonalon 713 autóbusza, 5 vonalon 145 tram-trainje, hat HÉV-kocsija és 268 mozgáskorlátozottak szállítására is alkalmas kisbusza van. A MAX vonalai és 12 autóbuszjárat a „Frequent Service” kategóriába esik, ezek 15 percenként vagy gyakrabban közlekednek (kora reggel és késő este ritkábban).

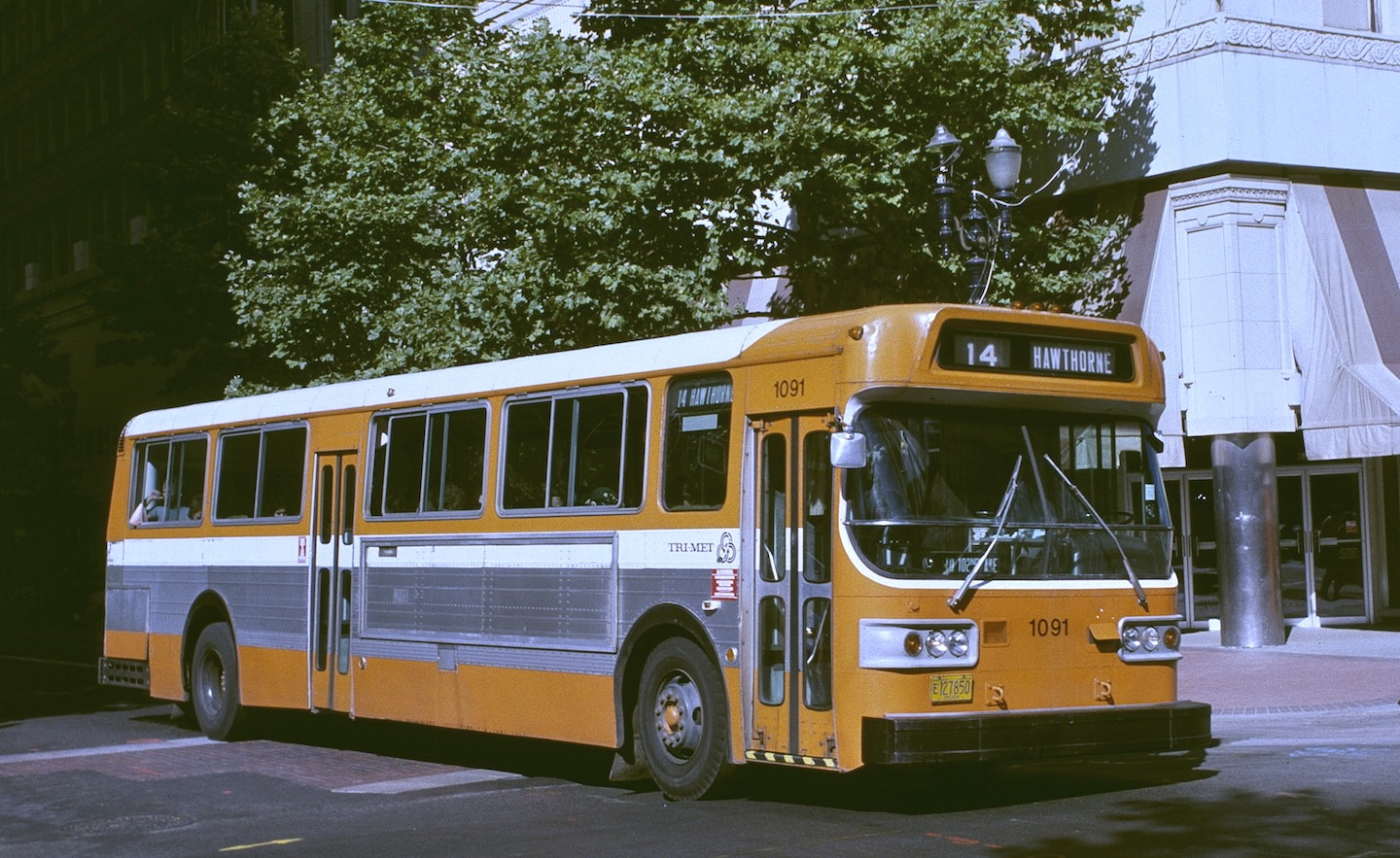
Az első színterv

A TriMet járatairól az alábbi hálózatokra lehet átszállni:
- C-Tran: a Washington állambeli Vancouver város és Clark megye rendszere
- Canby Area Transit: Canbyt és környékét szolgálja ki
- Columbia County Rider: Scappoose, St. Helens és Columbia megye közlekedését látja el
- Portland Streetcar: Portland villamoshálózata
- Salem–Keizer Transit: Salem főváros és Keizer közlekedési cége
- Sandy Area Metro: a TriMet kerületéből kivált Sandyt fedi le
- South Metro Area Regional Transit: a korábban szintén a TriMet által kiszolgált Wilsonville rendszere
- South Clackamas Transportation District: Molalla és az Oregon Citytől délre lévő vidéki területeket szolgálja ki
- Tillamook County Transportation District: Tillamook város és Tillamook megye közlekedési cége
- Yamhill County Transit Area: McMinville-t, Newberget és Yamhill megyét látja el

Ezeken kívül több más szolgáltatáshoz is kapcsolatot nyújtanak, ezek a következők: a Bankst, Gastont, King City-t és North Plainst kiszolgáló Ride Connection, a Swan Island Transportation Management Association, a Tualatin Transportation Management Association, a Portland Aerial Tram, valamint az Intelhez, Nike-hoz és az egészségtudományi egyetemhez induló járatok.
A hosszútávú tervezés az agglomerációs vezetés feladata, akiknek megvan a joguk, hogy átvegyék az üzemeltetést is, de erre eddig nem került sor, mert a témában készült tanulmányok szerint ez túl problémás lenne.

### Fontosabb események
- 1969: a csődközelben lévő, naponta 65 000 utast szállító Rose City Transit Company 175 busza a Tri-Methez kerül
- 1970: a vállalat bekebelezi a Blue Bus lines csoport 4 cégét; ezek Portland külvárosában és a környező településeken nyújtottak szolgáltatást, így további 88 busszal gazdagodik a flotta[12]
- 1973: a csak nevekkel azonosított vonalakon bevezetik a viszonylatszámozást[16][17]
- 1974: megjelennek az első esőbeállók
- 1975: Portland belvárosában kijelölik a Fareless Square-t, ahol ingyen lehetett utazni, így kívánták az autóforgalmat visszaszorítani; a zónán kívüli utazás 35 centbe került; a zónát négy évig szüneteltették,[18] majd a négy évvel későbbi visszaállítástól} egészen 2012-ig működött
- 1977 – 1978: a 22 sarok méretű Portland Transit Mall megnyitása az ötödik és hatodik sugárutak között;[19][20] ennek területére csak buszok hajthattak be, illetve egyszerűbbé tették az átszállásokat
- 1978: 3,5 év után a fixáras helyett megjelennek a zóna alapú jegyek; a környéket három övezetre osztották[21]
- 1981: telefonon keresztül egy napra előre lekérdezhető a menetrend
- 1982: az első csuklós buszok (Crown-Ikarus 286) megjelenése;[22] később a buszok alacsony rendelkezésre állása miatt a Tri-Met beperelte a gyártót,[23][24] 1987-ben egyeztek meg; az utolsó példányt 1999-ben vonták ki a forgalomból, és a vállalat azóta nem vásárolt újabb csuklós járműveket
- 1982 szeptember: ekkor vezetik be az előre érvényesített jegyeket,[25] de a nagyarányú bliccelés és az érvényesítő készülékek sorozatos meghibásodásai miatt 1984 júniusában visszaállítják a korábbi rendszert[26]
- 1986: forráshiány miatt megszüntetnek hét nappali járatot,[27] valamint felszámolják az éjszakai hálózatot, így Portland a második legnagyobb USA-beli város éjszakai közlekedés nélkül[28]
- 1986: elindul a Metropolitan Area Express, a térség első személyszállító vasútvonala az 1950-es évek óta
- 1989: az American Public Transit Association a Tri-Met-et az Egyesült Államok legjobb nagy tömegközlekedési cégévé választja[29]
- 1992: egy év próbaidőre néhány busz elejére kerékpártartókat szerelnek[30]
- 1995: elindul a Tri-Met honlapja, ahonnan az üzemeltető Teleport szolgáltatón keresztül a Lynx böngészővel lekérdezhető volt a menetrend
- 1996: a buszokat GPS-nyomkövetővel látják el[31]
- 1997: megjelennek az első alacsony padlós járművek[32][33]
- 1998: a Westside MAX (a mai kék vonal Portland és Hillboro közti szakasza) felavatása; egyben 15 perces vagy gyakoribb egységes követés bevezetése néhány autóbuszvonalon
- 1999: a később Transit Trackernek keresztelt, műholdas járatkövetést lehetővé tevő monitorok telepítése Portland belvárosában és északi részén
- 2001: a Fareless Square-t kiterjesztik északkeleti irányba, a Lloyd Center és az Acélhíd közti részre; szeptember 10-én indul a PPP-konstrukcióban, a Bechtel Corporation támogatásával megvalósult Airport MAX (a mai piros vonal), a kék vonal ekkortól viseli a kék színt; a Bechtel a támogatásért cserébe 486 ezer négyzetméternyi építési területhez jutott hozzá a repülőtér bejáratától nem messze
- 2002: arculatváltást követően a vállalat nevéből eltűnik a kötőjel, a járművek színterve pedig kék-sárga-fehér kombinációra módosul; a cég a telefonos ügyfélszolgálat menürendszerét is fejleszti[8]
- 2004: az Interstate Avenue mentén elindul az Interstate MAX (a mai sárga vonal); a szolgáltató flottája ekkor 638 autóbuszból, 208 mozgáskorlátozottakat is szállítani képes kisbuszból és 105 tram-trainből áll; a napi utasszám 300 000 fő
- 2005: biodízel-üzem a kisbuszokon, 95% gázolaj és 5% biodízel keverékéből készült üzemanyaggal; 2006 végétől minden busznál használják[34]
- 2007: a MAX zöld vonalának építésével két évre lezárják az ekkor 29 éves Portland Transit Mallt;[35] a felújítás alatt a buszok a környező utcákban álltak meg
- 2009: elindul a Westside Express Service Beaverton és Wilsonville között[3]
- 2009 május: a Portland Transit Mall újraindítása, valamint a zöld vonal tesztüzeme augusztus 30-ig[36]
- 2009 augusztus–szeptember: augusztus 12-én bejelentették,[37] hogy a világválság miatt 2010 elejétől a buszokat kivonják a díjmentes zóna hatálya alól[38]
- 2009. augusztus 30.: a sárga vonal elérte a Portland Transit Mallt;[39] szeptember 12-ével indul a zöld vonal a Clackamas Town Center felé,[40] ezzel ez a TriMet első, Clackamas megyét is kiszolgáló tram-train vonala[41]
- 2012: 55 új Gillig busz megvásárlása az 1990 óta üzemben lévő járművek kiváltására; az utolsó négy hibridbusz fogyasztása a várakozások szerint 20–50%-kal hatékonyabb,[42] és 95%-kal kevesebb káros anyagot bocsát ki, mint a 2002 óta üzemben lévő járművek[43]
- 2012: az időközben Free Rail Zone-ra átnevezett Fareless Square megszüntetése, egyben a díjzónák felszámolása[44]
- 2013: 70 új Gillig busz érkezik
- 2014: újabb 90 Gillig dízeljármű érkezik
- 2015: a MAX narancssárga vonalának és a csak a tömegközlekedés által használható Tilikum Crossing átadása[45]
- 2016: 77 új Gillig busz vásárlása

### A jövő
A Division Transit Project (korábban Powell–Division Transit and Development Project) keretében bus rapid transit vonalat terveznek a délnyugati Division utca mentén Portland belvárosa és Gresham között. A 23 km hosszú járat a MAX kék vonala mentén futna, és kiváltaná a 4-es (Division/Fessenden) buszt. Ez lenne a TriMet első BRT-je; ha megvalósítják, legkorábban 2021-re készülhet el.
Az első tervek szerint a buszok a Tilikum Crossingon, a Powell sugárúton és a Division utcán át érnék el a Gresham Transit Centert, onnan pedig a Mt. Hood Közösségi Főiskolához hajtanának. A Powell sugárút és a Division utca közötti szakaszt az 50., 52. vagy 82. sugárúton tennék meg. Kis idő múlva ezt a vonalvezetési tervet elvetették, mivel a Portland és Gresham közötti utazási időt jelentősen növelné, így kihagynák a Powell sugárutat. Ehelyett a járatok végig a Division utcán haladnának, a 82. és 8. sugárutak között pedig jelzőlámpákkal létesítenék őket előnyben. A vonalon 18 méteres csuklós járművek fognak közlekednének.
A Gresham–Mt. Hood Közösségi Főiskola közötti útvonalon eredetileg a 4-es buszt akarták meghosszabbítani, de ezzel a módszerrel nem biztos a szövetségi források elnyerése.

## Működés

### Vasútvonalak
A TriMet üzemelteti a Metropolitan Area Express könnyűvasutat és a Portland and Western Railroad pályáján közlekedő Westside Express Service HÉV-et. A jegyárak a vállalat összes járatán megegyeznek; az utazás az automatákból előre megváltható és érvényesített jegyekkel, bérletekkel, vagy ingyenes utazási jogosultságot igazoló dokumentummal lehetséges. Az ellenőrök szúrópróbaszerű ellenőrzéseket tartanak; a járatokon történt incidensek miatt többen is megnövelt biztonságot és gyakoribb jegyellenőrzést szeretnének.
A buszok járatkövetését műholdas követéssel, a tram-trainekét pedig a pályába épített érzékelőkkel oldják meg. A Google Mapsszel való együttműködés során a megállókba Bluetooth-adókat helyeznek, amik a közelben tartózkodók eszközeire utazási információkat küldhetnek.
A MAX járműveinek azonosítójele TMTC.
A TriMet vasúti kontingensébe az alábbi járatok tartoznak:
Vasút-villamos
- Kék vonal: Hillsboro – Beaverton – Portland, belváros – Gresham[55]
- Zöld vonal: Clackamas – Portland, belváros – Portlandi Állami Egyetem[56]
- Narancssárga vonal: Union Station – Portland, belváros – Portlandi Állami Egyetem – Milwaukie[57]
- Piros vonal: Beaverton – Portland, belváros – Portlandi nemzetközi repülőtér[58]
- Sárga vonal: Expo Center – Portland, belváros – Portlandi Állami Egyetem[59]

Helyiérdekű vasút
- Westside Express Service: Beaverton – Wilsonville

1991 és 2014 között járt a Portland Vintage Trolley, ami a MAX hálózatát használta. 2011-től évente csak hét nap futott, 2014-ben pedig végleg leállították.
Ugyan a Portland Streetcar tulajdonosa az önkormányzat, de az üzemeltetést és karbantartást a TriMet végzi, valamint a források egy részét is biztosítja.

### Buszvonalak
2017 februárjában a vállalat 81 buszvonalat üzemeltet, ezeket viszonylatszámmal és névvel azonosítják. A számokat 1 és 99 között osztják ki, de három járat is 3 számjegyet kapott. 1969 és 1973 augusztusa között a vonalaknak csak nevük volt, ezt a gyakorlatot az akkori Tri-Met a Rose City Transittól és a Blue Bus linestól örökölte.
Tizenkét járat a „Frequent Service” kategóriába esik, ezek egységesen negyedóránként vagy gyakrabban közlekednek. Az utazások 58%-a ezeken a vonalakon történik. Az olyan megállókban, ahol ezek megállnak, zöld, félkör alakú táblát szereltek fel.
A vállalat 17 buszpályaudvart üzemeltet.
1992-ben nyolc vonalon egyéves próbaidővel bevezették a kerékpárszállítást, ehhez a buszok elejére egyenként két bicikli rögzítésére képes tartót szereltek. A teszt sikeresnek bizonyult, így három éven belül minden járművet ellátták ilyen eszközzel.

### Kiszolgált helységek
Az átszállási kapcsolatok biztosítása érdekében a WES és néhány buszjárat érinti a működési területen kívül eső Wilsonville-t.
Boring településen a TriMet 2013. január 1-je óta nem szolgáltat.

#### Városok
- Beaverton
- Cornelius
- Durham
- Estacada
- Forest Grove
- Fairview
- Gladstone
- Gresham
- Hillsboro
- Happy Valley
- Johnson City
- King City
- Lake Oswego
- Milwaukie
- Maywood Park
- Oregon City
- Portland
- Rivergrove
- Sherwood
- Tigard
- Troutdale
- Tualatin
- West Linn
- Wood Village

#### Önkormányzat nélküli települések
- Aloha
- Cedar Hills
- Cedar Mill
- Clackamas
- Oak Grove

### Díjszabás
A hálózaton időalapú jegyeket használnak, amelyekből elérhető teljes árú, fiatal, nyugdíjas vagy fogyatékkal élő személyek által vásárolható is; a vonaljegyek 2,5 órán át érvényesek, ez alatt bármennyiszer át lehet velük szállni. A bérletek az érvényesség napjának végéig érvényesek.
A jegyeket elfogadják a Portland Streetcar villamosain is, mivel a járatokat nagyobbrészt a TriMet üzemelteti.
Jegyvásárlás mobilon is lehetséges a GlobeSherpa TriMet Tickets nevű applikációjának segítségével; a vállalkozás minden megvásárolt termék után jutalékot számol fel.
2017 júliusában mutatták be a Hop Fastpass e-ticket rendszert, amelyet Portland városa, a TriMet és a C-Tran közösen fejlesztettek. A beruházás költségeit 2015-ben 30 millió dollárra becsülték. Az új rendszer érintésmentes kártyát használ, amelyet a peronokon lehet érvényesíteni. Később a saját digitális pénztárcával való összekapcsolás után az NFC-képes eszközökkel is lehetségessé válik a fizetés. A név utal a nyúlra, mint a gyorsaság jelképére, valamint a komlóra, a helyi sör egyik alapanyagára.

## Járművek

### Autóbusz
2017 júliusában a vállalat 713 darab 9 vagy 12 méteres busszal rendelkezik, ezeken kívül pedig tulajdonukban van még 253 kisbusz és 15 furgon is, amelyeket mozgáskorlátozottak szállítására használnak.
2017 márciusára már csak alacsony padlós, légkondicionált járművek közlekednek; az erre vonatkozó stratégiát 1997-ben dolgozták ki. A végső dátumot 2013-ban tűzték ki, amikor a magas padlós buszok többsége már 18-20 év körüli volt. Az utolsó, légkondicionáló nélküli buszt 2015 decemberében, a magas padlós járművek utolsó darabjait (12 méteres, 1997-ben épült Gillig 2100 buszok) pedig 2016 júniusában vonták ki a forgalomból, de a nyári időszakban, illetve a MAX vonalán történő, augusztus 21. és szeptember 3. közötti felújításnál még használták őket.
A cég jelenleg nem üzemeltet csuklós járműveket, de a BRT-projekt megvalósulásával a vonalon ilyenek járnának.
Ugyan az autóbuszok döntő többsége tisztán dízelüzemű, a társaság hibridbuszokkal is kísérletezik. Az első két hibridet 2002-ben vásárolták, de 2008-ban elmondták, hogy ezek üzemeltetése másfélszeres költséggel jár, ami nem térült meg, így ezt a két járművet 2012-ben leállították, és nem is tervezték újabbak beszerzését. Amikor a technológia fejlődött, mégis úgy döntöttek, hogy újabb próbát tesznek, így még ugyanabban az évben négy hibridet vettek, amiket 2013 januárjában vetettek be először a 72-es vonalon, amely az egyik leghosszabb, észak–déli irányban közlekedő járat. 2015-ben újabb négy hasonló jármű érkezett, amelyeket elektronikusan is fejlesztettek.
2006. október 30-a óta minden autóbusz és kisbusz B5 biodízellel (95% gázolaj, 5% bioüzemanyag) működik. A járműpark negyedénél B10 keveréket is tesztelnek, amely bevezetését annak magas költségei miatt elhalasztották.
2008-ban a világválság miatti adóbevétel-csökkenések következtében új járművek beszerzését négy évvel elhalasztották. 2012-ben nagy erőkkel álltak neki a buszcseréknek, mivel ekkora a járműpark egy részének életkora elérte a 20 évet, ez pedig kihatott a rendelkezésre állásra és az üzemeltetési költségekre is. Ez év őszén állt üzembe 55 darab ,12 méteres Gillig busz, amelyeket 2013-ban újabb 70, 2014 nyarán 60, októberben pedig további 30 követett. 2015-ben húsz év után újra 9 méteres járműveket vásároltak, az egyébként hosszabb társaikkal megegyező Gillig járműveket a szűkebb kanyarokkal és meredekebb emelkedőkkel rendelkező járatokon fogják használni.
2016 közepére 326 darab négy évnél fiatalabb autóbusszal számoltak, ami megfelel az általánosan elfogadott nyolc éves életciklusnak.
A TriMet három garázzsal rendelkezik: a keleti Powell, a nyugati Merlo és a Délkelet-Portland belső részén fekvő Center Street.
| Számcsoport | Típus                       | Gyártás éve | Eredeti darabszám | Hossz (m) |
| ----------- | --------------------------- | ----------- | ----------------- | --------- |
| 2201–2318   | New Flyer D40LF             | 1998–1999   | 118               | 12        |
| 2501–2560   | New Flyer D40LF             | 2000–2001   | 60                | 12        |
| 2601–2655   | New Flyer D40LF             | 2002        | 55                | 12        |
| 2701–2725   | New Flyer D40LF             | 2003        | 25                | 12        |
| 2801–2839   | New Flyer D40LF             | 2005        | 39                | 12        |
| 2901–2940   | New Flyer D40LFR            | 2008–2009   | 40                | 12        |
| 3001–3050   | Gillig Low Floor BRT        | 2012        | 50                | 12        |
| 3052–3055   | Gillig Low Floor BRT Hybrid | 2012        | 4                 | 12        |
| 3101–3170   | Gillig Low Floor BRT        | 2013        | 70                | 12        |
| 3201–3260   | Gillig Low Floor BRT        | 2014        | 60                | 12        |
| 3301–3330   | Gillig Low Floor BRT        | 2014        | 30                | 9         |
| 3401–3422   | Gillig Low Floor BRT        | 2015        | 22                | 12        |
| 3056–3059   | Gillig Low Floor BRT Hybrid | 2015        | 4                 | 12        |
| 3261–3268   | Gillig Low Floor BRT        | 2015        | 8                 | 12        |
| 3501–3577   | Gillig Low Floor BRT        | 2015        | 77                | 12        |
| 3601–3650   | Gillig Low Floor BRT        | 2016        | 50                | 12        |

### Tram-train
A könnyűvasúti flotta öt típusból és 145 járműből áll. A Type 2 és Type 3 kocsik lényegében megegyeznek egymással. A Type 5 kocsik 2015 áprilisában álltak forgalomba. A vállalat 2019 júliusában 26 darab Siemens S700 típusú járművet rendelt, amelyek a tervek szerint 2021 közepe és 2022 ősze között állnak forgalomba.
| Jelölés | Pályaszám-csoport | Típus         | Üzembe helyezés éve | Ülőhelyek száma/ teljes kapacitás | Darabszám | Kép |
| ------- | ----------------- | ------------- | ------------------- | --------------------------------- | --------- | --- |
| Type 1  | 101–126           | Bombardier    | 1986                | 76/166                            | 26        |     |
| Type 2  | 201–252           | Siemens SD660 | 1997                | 64/166                            | 52        |     |
| Type 3  | 301–327           | Siemens SD660 | 2003                | 64/166                            | 27        |     |
| Type 4  | 401–422           | Siemens S70   | 2009                | 68/172                            | 22        |     |
| Type 5  | 521–538           | Siemens S70   | 2015                | 72/186                            | 18        |     |

### Helyiérdekű vasút

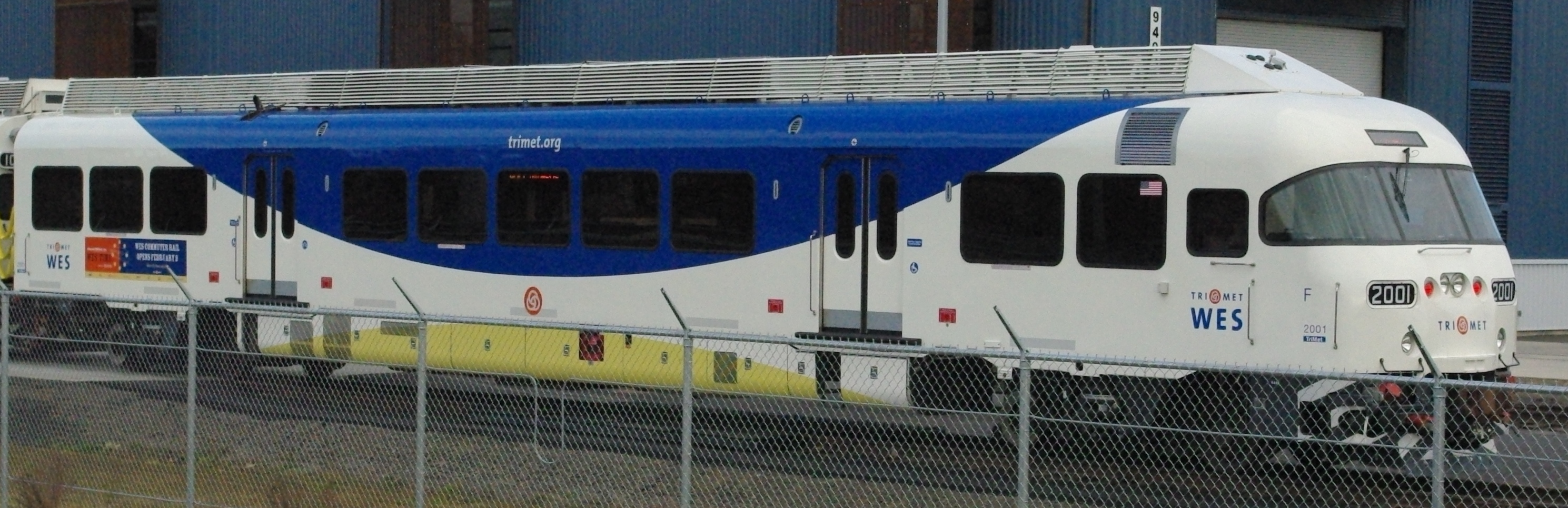
WES-vezérlőkocsi

A HÉV-en a Colorado Railcar Aero típusú kocsikból kiállított szerelvények közlekednek, ezek meghibásodása esetére pedig két tartalékjármű (Budd Rail Diesel Car) áll rendelkezésre.

## Kritikák

### Járművezetők túlóráztatása
A The Oregonian újság 2013-as oknyomozása során fény derült arra, hogy néhány vezető egyhuzamban 22 órát dolgozott, valamint 22-szer jelentettek olyan esetet, amikor a sofőrök elaludtak a volán mögött. A TriMet válaszul a napi munkaórák maximális számát illetően belső szabályzatot dolgozott ki.

### Jegyautomaták gyakori meghibásodása

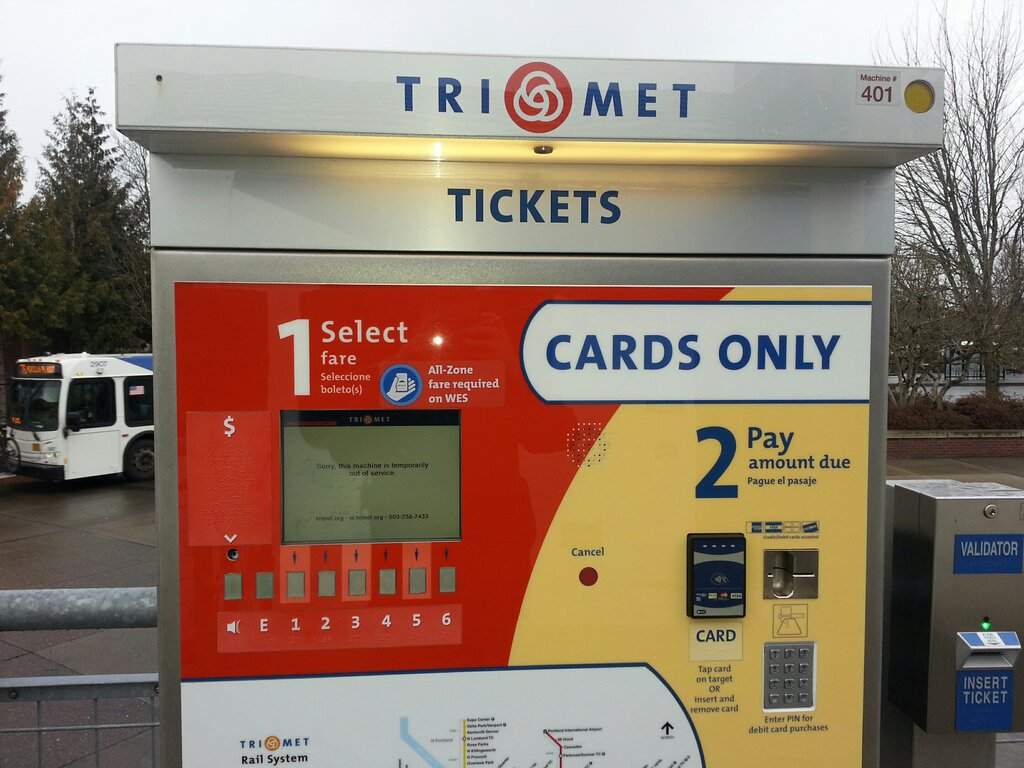
Üzemen kívüli jegyautomata Beaverton pályaudvar HÉV-állomáson

Portlandi hírforrások megfigyelése alapján a MAX vonalán elhelyezett automaták rendelkezésre állása kiemelkedően alacsony. Miután többen is arra panaszkodtak, hogy megbüntették őket, miután jegyvásárlási lehetőség hiányában blicceltek, a TriMet azt tanácsolta, hogy ebben az esetben az utasok a következő megállóban szálljanak le, és váltsanak ott jegyet. Mivel ez a válasz mind az utasok, mind a személyzet számára elfogadhatatlan volt, így a vállalat a gépek cseréjébe kezdett, melynek köszönhetően állításuk szerint felére csökkentek az ezekkel kapcsolatos panaszok.

### Bérek befagyasztása
Az állami munkaügyi hivatal 2013. január 3-i döntése alapján a TriMet megsértette a munkavállalók jogát azáltal, hogy nem tárgyalt a szakszervezettel (Amalgamated Transit Union 757). 2010-ben a csoport panaszt tett a rossz munkakörülményekkel kapcsolatban, mire válaszul a szakszervezettel való szerződés lejártakor a TriMet befagyasztotta a béreket, valamint megváltoztatta a dolgozók biztosítását, és arra kötelezte őket, hogy ennek költségét prémiumukból fizessék.

## Fordítás
- Ez a szócikk részben vagy egészben  a   TriMet című angol Wikipédia-szócikk ezen változatának fordításán alapul.  Az eredeti cikk szerkesztőit annak laptörténete sorolja fel. Ez a jelzés csupán a megfogalmazás eredetét és a szerzői jogokat jelzi, nem szolgál a cikkben szereplő információk forrásmegjelöléseként.